# Lestima
Lestima – wieś w Estonii, prowincji Rapla, w gminie Märjamaa.